# Sobór Świętego Ducha w Mińsku
Sobór Świętego Ducha (biał. Сабор Сашэсця Святога Духа) – prawosławny sobór katedralny w Mińsku, główna świątynia eparchii mińskiej Egzarchatu Białoruskiego Patriarchatu Moskiewskiego.

## Historia
Dawny kościół bernardynek ufundowany przez wojewodę trockiego Aleksandra Słuszkę, wybudowany w latach 1633–1642 w stylu barokowym. Był częścią zabudowy dawnego Górnego Rynku. W 1741 r. uległ zniszczeniu w wyniku pożaru, jednak wkrótce został odbudowany w obecnej formie. Przypuszczalnie projektantem był włoski architekt Guido Antonio Longhi. 
W 1866 r. klasztor ss. Bernardynek pw. Nawiedzenia Najświętszej Marii Panny został skasowany. W 1870 władze rosyjskie zdecydowały o przebudowaniu dawnego kościoła na prawosławną cerkiew i monaster Świętego Ducha. Monaster prawosławny istniał w dawnych budynkach klasztoru bernardynek do 1922 r., gdy wraz z kościołem zamknęły go władze radzieckie. Świątynia została otworzona przez Niemców po 1942 r., a poświęcił ją białoruski biskup Filoteusz (Narko). W 1945 r. z zamkniętego Soboru Świętych Piotra i Pawła do świątyni przeniesiono Mińską Ikonę Matki Bożej. W 1947 r. nad soborem Świętego Ducha umieszczono krzyże. W pierwszej połowie lat 50. XX wieku przeprowadzono remont kapitalny wnętrza. Od 1961 r. dawna świątynia katolicka jest prawosławną cerkwią katedralną. Budynek dawnego klasztoru służy obecnie duchowieństwu prawosławnemu.

## Architektura
Sobór Ducha Świętego jest trójnawową bazyliką. Od frontu dwie sześciokondygnacyjne wieże zwieńczone hełmami. Górne kondygnacje wież mają wklęsło-wypukły obrys. Pomiędzy wieżami znajduje się ozdobny szczyt. Fasada zdobiona pilastrami, profilowanymi gzymsami i różnego kształtu niszami. W soborze znajdują się relikwie św. Zofii Słuckiej i św. Gabriela Zabłudowskiego. 
Fasada dwukondygnacyjnego budynku dawnego klasztoru zdobiona jest ryzalitami i pilastrami.

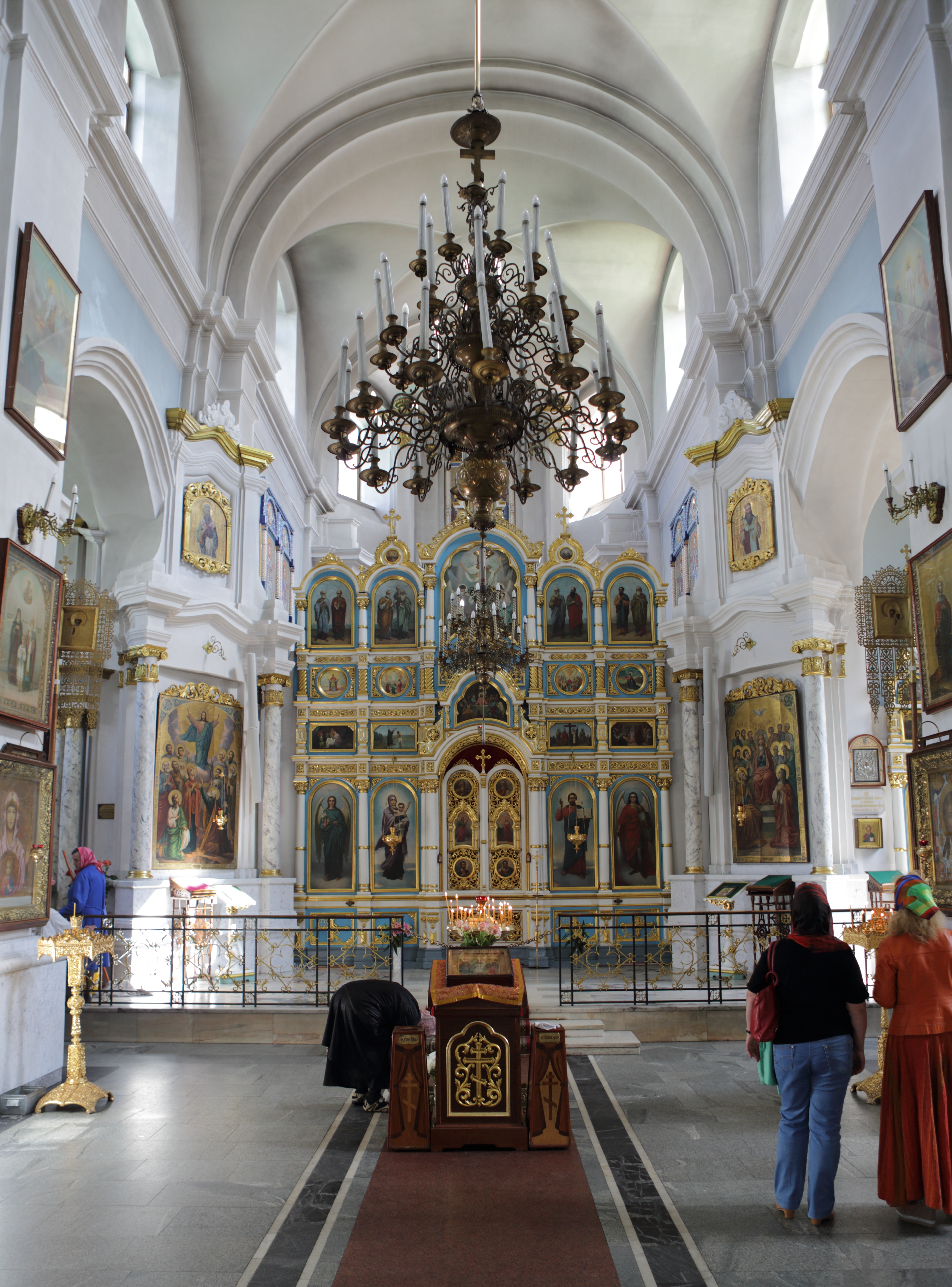
Ikonostas
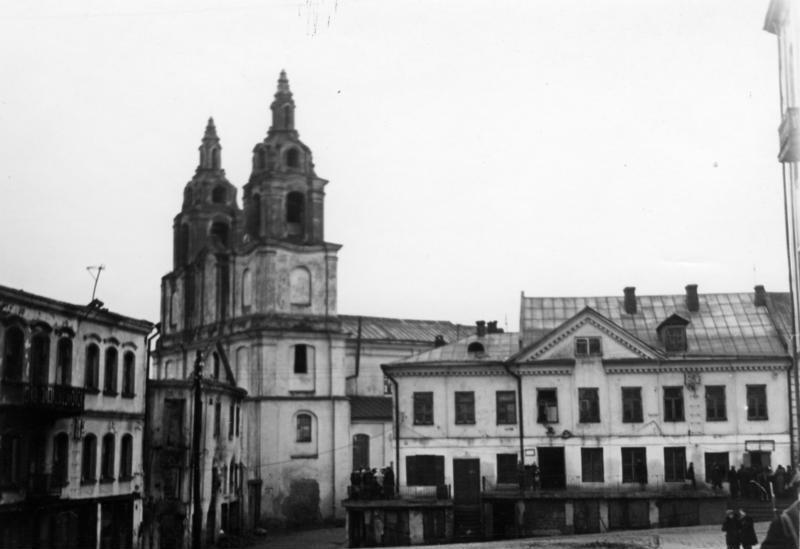
Lata 1941–1943
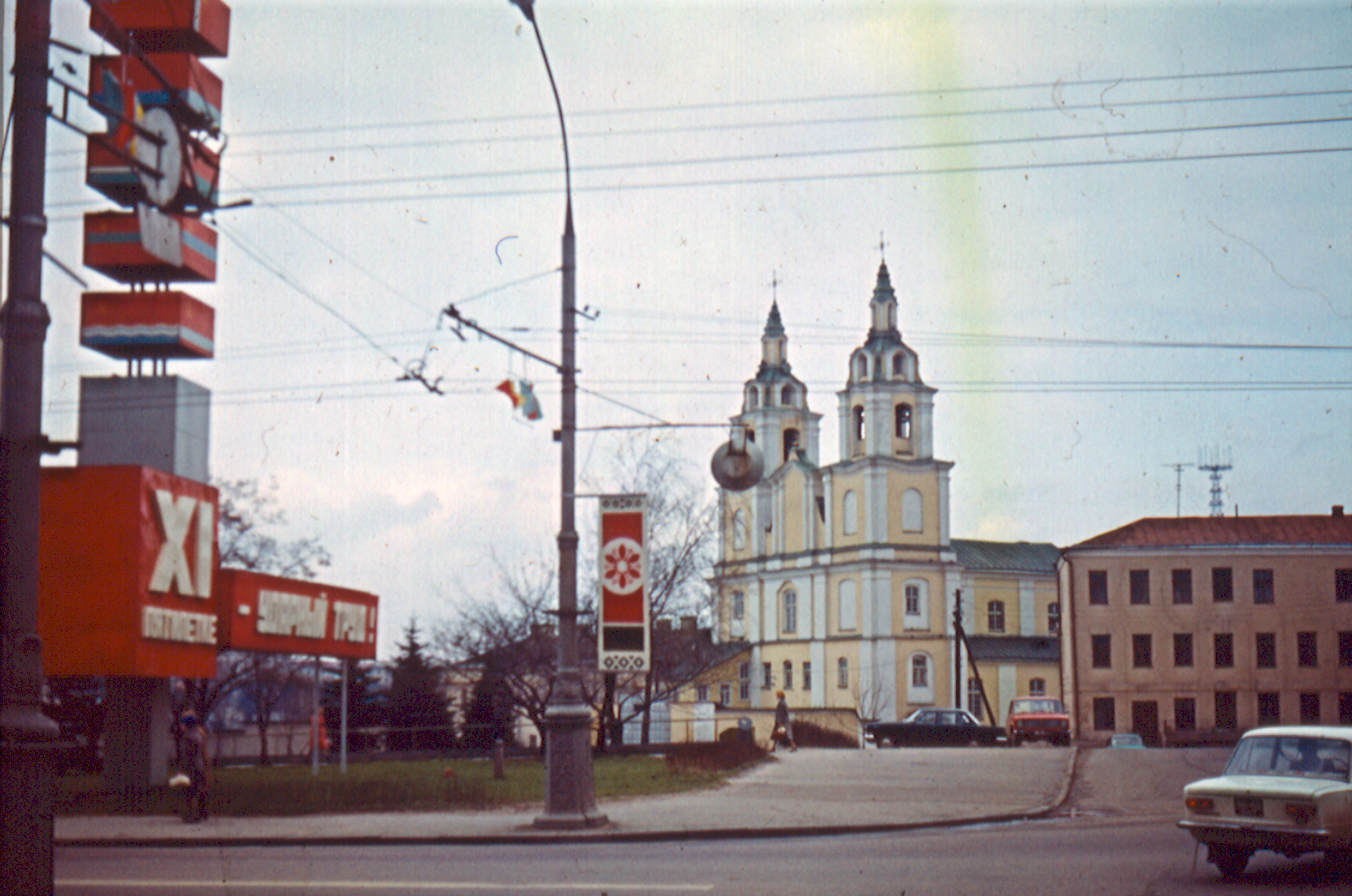
Świątynia w 1981 r.
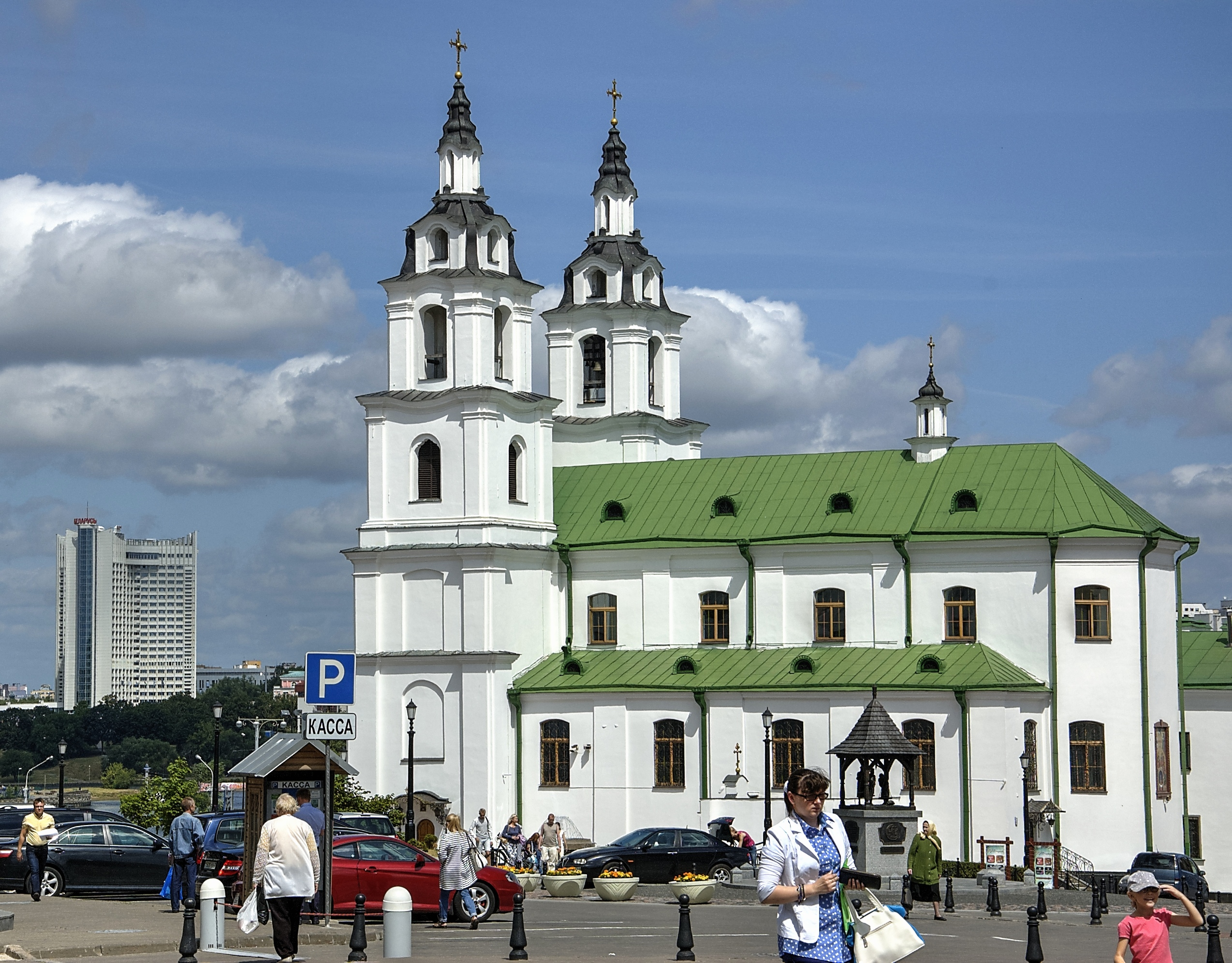
Widok na nawę
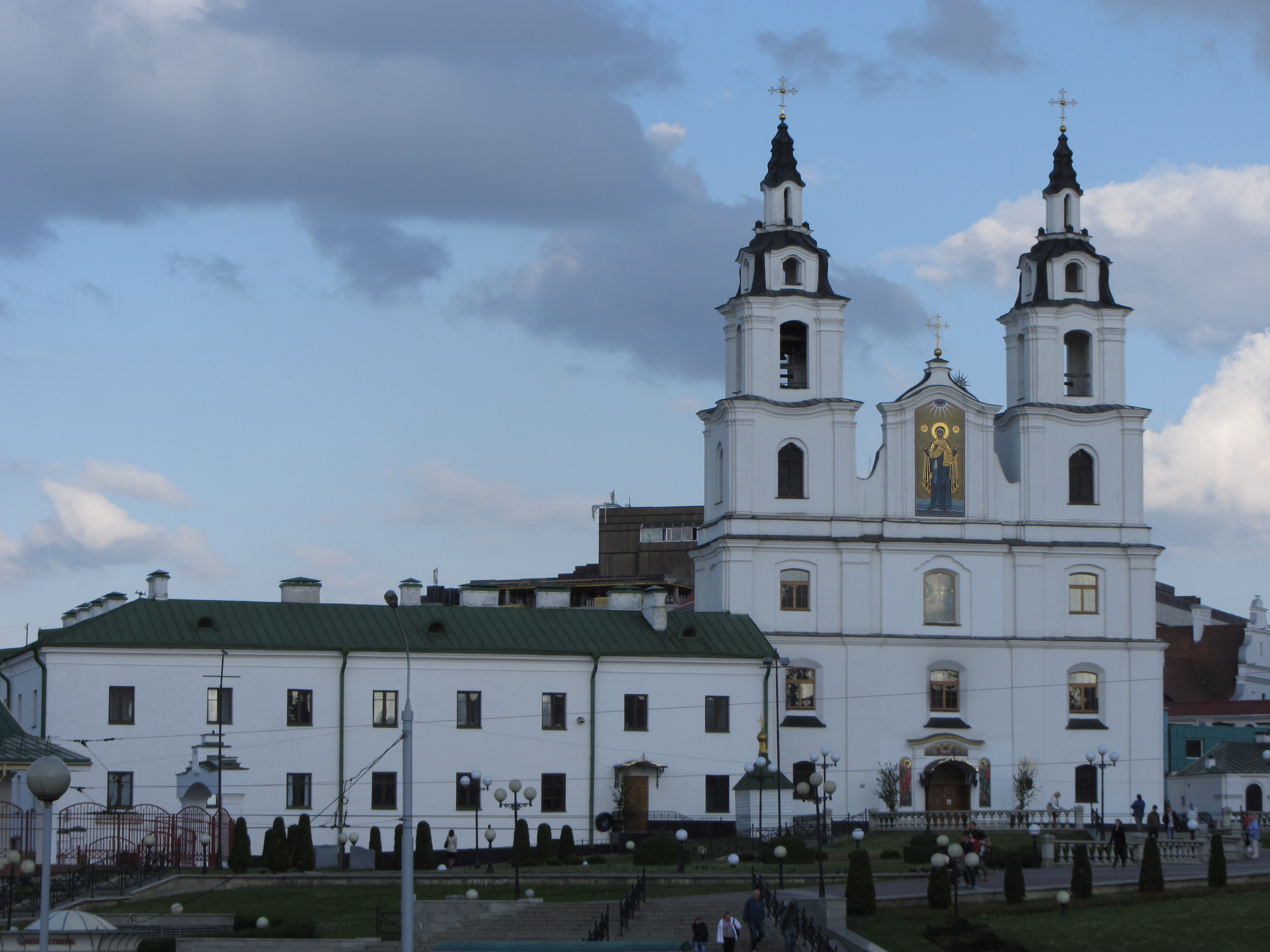